# Сатиры (род бабочек)
Сатиры (Satyrus) — род довольно крупных дневных бабочек, принадлежащих к семейству Satyridae.

## Описание
Верхняя сторона крыльев бурая или коричневая, на переднем крыле с черными глазками с центрированными белым или голубым «зрачком»; нижняя сторона задних крыльев обычно с более светлым рисунком. Усики головчатые или с постепенно утолщающейся булавой. У корня переднего крыла вздуты две жилки (часто жилка кубитального ствола центральной ячейки вздута слабо). Бахромка крыльев одноцветная, внешний край заднего крыла округлен.
Гусеницы питаются на различных травянистых злаках. Активны ночью, днём прячутся.

## Ареал
Палеарктика — Европа и Азия

## Систематика
На основании наличия особенностей в строении копулятивного аппарата самцов выделяют подрод Minois Hubner, 1819 с единственным представителем Minois dryas Scopoli, 1763. Вальвы самцов отличаются загнутыми вершинами, на которых расположены зубчики.

### Виды
- Satyrus actaea (Esper, 1780)
- Satyrus ferula (Fabricius, 1793)
- Satyrus dryas (Scopoli, 1763)
- Satyrus stheno Grum-Grshimailo, 1887
- Satyrus virbius Herrich-Schäffer, 1843
- Satyrus amasinus Staudinger, 1861
- Satyrus iranicus Schwingenschuss, 1939
- Satyrus effendi Nekrutenko, 1989
- Satyrus daubi Gross & Ebert, 1975
- Satyrus nana Staudinger, 1886
- Satyrus pimpla C. & R. Felder, 1867
- Satyrus orphei Schchetkin, 1985
- Satyrus favonius Staudinger, 1892
- Satyrus parthicus Lederer, 1869